# Kristus

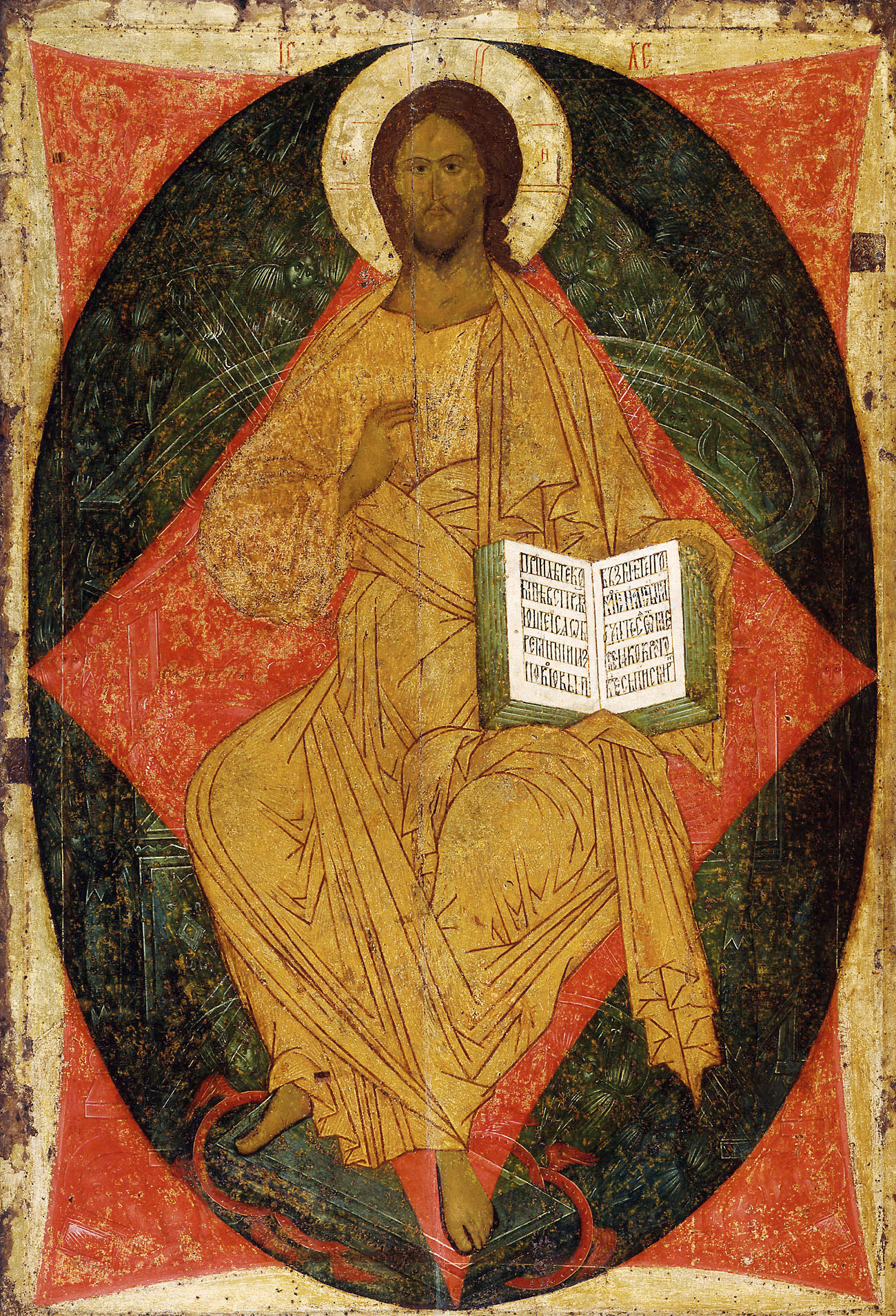
Östortodox ikon föreställande Kristus vid namn Frälsaren i makt från 1500-talet.

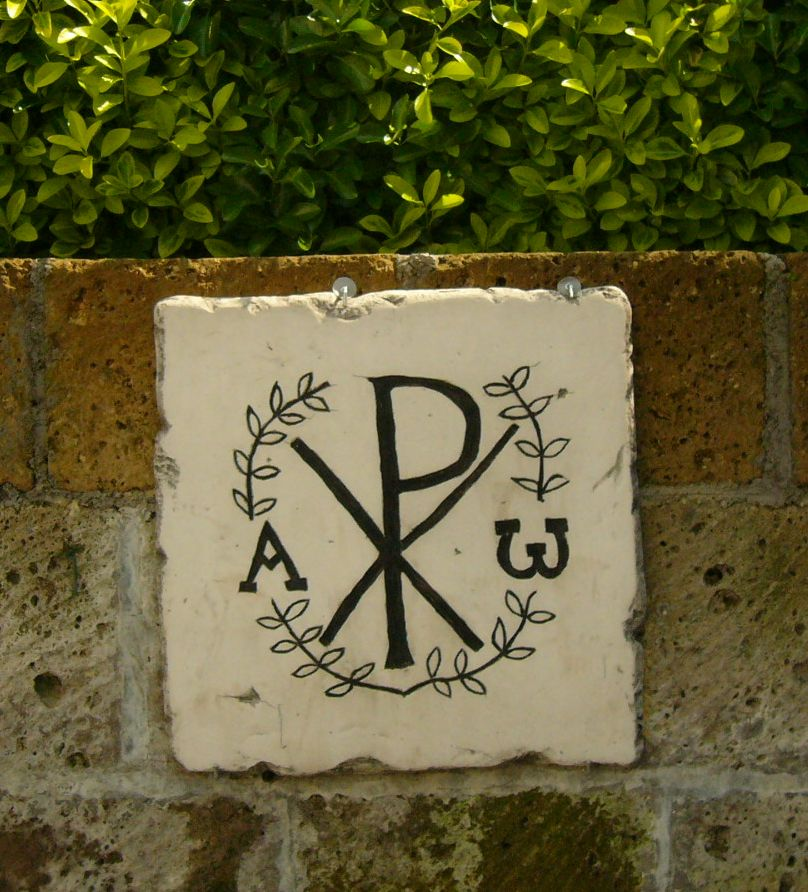
Det så kallade Kristusmonogrammet, bestående av de två första bokstäverna i Kristus på grekiska - χριστος. Här flankerat av den första och sista bokstaven i det grekiska alfabetet - Gud (Fadern), enligt trinitarisk teologi likställd med Sonen (Jesus), är den förste och den siste, begynnelsen och änden.

Kristus betyder den smorde, och är en titel som de troende kristna har givit Jesus från Nasaret.
Kristus är den latinska översättningen av grekiska Χριστός (Christós) som betyder just "den Smorde". Det är i sin tur en översättning av det hebreiska משיח (Masíaḥ, Messias)och arabiska المسيح (Masīḥ). 
I Gamla testamentet smordes konungen (David), prästen (Aron) och ibland även profeten (Elisa). Vid smörjelsen kom den Helige Ande, enligt Bibelns berättelser, över personen. Messiasbegreppet står alltså för en mäktig person, utrustad av Gud på ett alldeles speciellt sätt. 
Gamla testamentet/Tanakh förutsäger på många ställen att en Messias skall komma. Förväntningarna på detta var stora. Ankomsten av Messias senare skulle bli början av de kristnas tideräkning. Jesus gick, enligt Nya testamentet, in i dessa förväntningar och bejakade att det handlade om honom själv, även om han också stod för en gentemot sin tidsanda självständig tolkning av dem. Det som förvånade samtiden mest var tanken att Messias måste lida.
Judarna avvisar fortfarande tanken på en lidande Messias och avvisar därför också Jesus som Messias. Muslimerna anser att Jesus var en stor profet, som de kallar för Isa, men även de avvisar att Jesus skulle lidit och dött på korset. Därmed avvisar de tanken på Kristi uppståndelse, för om Kristus inte har dött och uppstått för att besegra döden, då finns det automatiskt inte någon uppståndelse. Det centrala tanken i den kristna tron är inte Kristi död utan just Kristi uppståndelse.   
Nya testamentets författare (traditionellt Matteus, Markus, Lukas och Johannes) accepterar Jesu anspråk på att vara Messias och ser Jesus både som konung, och präst, och profet.. Som profet undervisade han och gjorde under. Som präst frambar han sig själv som ett offer för våra synder. Som konung blev han redan då det som skulle kallas för kristna folkets regent, och en gång skall han komma åter och regera över allt, enligt Nya Testamentet.
Trinitariska kristna betraktar även Jesus, efter hur han beskrivs i Nya testamentet, som gudomlig - Gud som blivit människa. De flesta kristna betraktar honom som människornas frälsare, som räddar oss från synden och dess konsekvenser: befrielse som kommer från Gud, befrielse från lidande och död.

## Bibelhänvisningar
1. ↑  Upp. 1:8; 17-18; 21:6
2. ↑  1 Sam. 16
3. ↑  2 Mos. 30:30
4. ↑  1 Kung. 19:16
5. ↑  1 Sam. 16:13; Jes. 61:1
6. ↑  Luk. 24:27
7. ↑  Joh. 6:14-15; 12:23-36
8. ↑  24:26; Joh. 12:23-36; Apg. 17:1-3
9. ↑  Matt. 21:5; 25:34, 40; Luk. 1:32-33; 19:38; Joh. 12:15; 18:37; 19:14, 15; 1 Tim. 1:17; 6:15; Upp. 17:14; 19:6, 16
10. ↑  Hebr. 4:14-5:10; 6:20; 7:1-10:18
11. ↑  Luk. 4:24; Joh. 4:19
12. ↑  Matt. 5ff
13. ↑  Hebr. 7:1-10:18
14. ↑  Dan. 7:13-14; Matt. 28:18-20; Luk. 1:32-33; Apg. 1:6-11; Fil. 2:5-11; 1 Tess. 4:13-17; 1 Tim. 1:17
15. ↑  Joh. 1:1-5, 9-14, 18; Fil. 2:5-11; Kol. 1:15-18; Hebr. 1:1-14; 2:5-18
16. ↑  Hebr. 9:28
17. ↑  1 Mos. 2:17; Rom. 6:23
18. ↑  Rom. 5:1-5; Hebr. 10:19-20
19. ↑  Rom. 8:18; Upp. 21:4
20. ↑  Rom. 8:9-11; Upp. 21:4